# 我的中国星
我的中国星（英文名《Super star China》）是湖北卫视和韩国CJ公司联合打造以韩国《Super Star K》为原型的一档歌唱真人秀比赛，2013年7月7日正式播出第一季，2013年10月6日晚第一季总决赛落下帷幕，最终来自湖北省五峰县的土家族男孩祝家家成为第一季全国总冠军，李柏霄、李一嘉位居亚军、季军。
第一季共播14集，2013年7月7日晚22:00在湖北卫视全球首播，韩国中华TV于2013年8月11日中午13:00在韩国首播。衛視中文台亦有播出該節目，但是只有海外國際版播出，台灣版並未播出。

## 第一季（2013年）
- 主持人：
- 导师：吴佩慈、宋茜、谭咏麟、张亚东
- 冠军：祝家家，26岁，土家族，声乐教师，来自湖北省宜昌市五峰土家族自治县采花乡，2010快乐男声全国60强
- 亚军[2]：李柏霄，23岁，学生，来自北京，曾为中国大陆偶像男子团体J-one组合成员之一，该组合2011年出道
- 季军：李一嘉，24岁，大学音乐教师，来自吉林省长春市，2012年获得美国南加州大学传媒管理硕士学位
- 殿军：杨近川，19岁，高中生，来自广东省茂名市
- 第五：沈依莎
- 第六：Dewen和拖鞋
- 第七：刘佳
- 第八：杨启
- 第九：母丹
- 第十：葛家君
- 第11：大斌与新香水
- 第12：田锐